# 硫花
硫花（英語：sulflower，sulfur（硫）和sunflower（向日葵）的混成词）是一種基於噻吩環系的穩定杂环[8]圈烯，不含氫。硫花的分子式為(C2S)8，可以視作一種硫的碳化物。它是平的，與9元的同系物（homolog）同處張力能（strain energy）的局部極小值。
|                            |                            |
| 硫花分子在晶體結構下的重疊 | 硫花分子在晶體結構下的堆積 |

合成硫花（使用Ferrario反应的變體）時，首先將環四聯噻吩在二异丙基氨基锂作用下去質子，然後用硫磺硫化噻吩上未取代的碳原子，最後用真空裂解（vacuum pyrolysis）。
硫花分子是平面結構，有D8h對稱，也就是說，分子的八個硫原子和兩面不可區分。由於它是平面結構，它或可在重疊空間裡儲存許多氫。經計算，H2分子的構象“直立”在五個環上。科學家已經對這些分子做了詳細的DFT計算。